# Bodega Cerdán
La Bodega Cerdán es una bodega de la localidad de Almonacid de la Sierra (España), declarada Bien Catalogado del Patrimonio Cultural Aragonés. Tiene entrada por la calle Virgen del Pilar y salida a la calle Obradores Altos, con una capacidad total de 652 litros. Su estado de conservación es bueno. Ha recibido varios premios de rango nacional e internacional: Premio de la Exposición Universal de París en 1889, Medalla de plata a su producción y Premio de la Exposición Vitivinícola de la Cámara de Comercio e Industria de Zaragoza celebrada en Cariñena en 1891.
La nave auxiliar se halla en superficie, es una construcción de planta cuadrangular, con cubierta a dos aguas, teja al exterior y viguerío de madera cubierto de cañizo al interior, sostenido por un gran pilar central. Aquí se encuentran las compuertas de acceso en el suelo a los dos lagares, con capacidad de 370 hectolitros y la maquinaria de vinificación: prensa de hierro de comienzos del siglo XX, tres estrujadoras que representan los tres estadios industriales del proceso, una mecánica o manual de madera, la segunda de hierro fundido y una tercera metálica de la segunda mitad del siglo XX; prensa horizontal sobre carro, pequeña prensa del siglo XX de madera y hierro y tubo brisero. El acceso a la cueva bodega se realiza por la calle Virgen del Pilar y su cubierta es abovedada y se sostiene con arcos fajones de ladrillo. En la cueva bodega se ubican dos cubas de 70 y de 50 hectolitros y en el canillero se vierte el mosto en la pila desde la parte superior.